# René Panhard
Louis François René Panhard (Parigi, 16 maggio 1841 – La Bourboule, 16 luglio 1908) è stato un ingegnere e pilota automobilistico francese, fondatore nel 1886 di una delle prime case automobilistiche francesi la Panhard & Levassor.